# Salvatore Albino
Salvatore Albino (o d'Albino; Benevento, prima metà del Cinquecento – Palermo, 1598 o 1599) è stato uno scacchista italiano del XVI secolo.

## Biografia
Per le sue origini venne soprannominato "Il Beneventano". Alessandro Salvio, uno dei più grandi scacchisti della generazione successiva, lo definì «gran giocatore», mentre «eccellente» fu il giudizio del teorico degli scacchi Pietro Carrera (1573-1647). 
Salvatore Albino giocava professionalmente: infatti di solito puntava cinque scudi a partita. Assieme a Scipione Genoino (uno dei più forti giocatori di Napoli tra il 1582 e il 1586 nonché maestro del famoso Alessandro Salvio) raccolse la sfida di un inglese che aveva fatto affiggere un manifesto a Napoli in cerca di scacchisti e vinse i cento scudi della posta. 
Nel 1598, ormai vecchio, Albino sconfisse a Militello, in presenza del marchese don Francesco Branciforte, Pietro Carrera, ma di lì a pochi giorni e per i quattro mesi successivi rimase sconfitto nelle rivincite. 
Morì a Palermo, città in cui si era recato insieme allo scacchista Tommaso Caputi detto Rosces, nel 1598 o 1599.
È rimasta famosa una sua combinazione conosciuta come «Tiro del Beneventano»: 
1. e4 e5 2. Cf3 Cc6 3. Ac4 Ac5 4. Rh1/Tf1 (arrocco all'italiana) Cf6 5. Cg5 0-0 6. f4 h6 7. Cxf7 Txf7 8. Axf7+ Rxf7 9. fxe5 Cxe5 10. Dh5+ Re6 11. Df5+ Rd6 12. c3. Ab6 13. d4 Cf7 14. e5+ e vince.